# François Gabriel Vallée
Pour les articles homonymes, voir François Vallée et Vallée (homonymie).
François Gabriel Vallée est un homme politique français né le 27 août 1790 au Mans (Sarthe) et décédé le 26 février 1874 au Mans.
Juge auditeur au Mans en 1813, il quitte ses fonctions à la Restauration et s'occupe d'agriculture. Conseiller général en 1830, il est député de la Sarthe de 1834 à 1837, siégeant dans l'opposition libérale.

## Sources
- « François Gabriel Vallée », dans Adolphe Robert et Gaston Cougny, Dictionnaire des parlementaires français, Edgar Bourloton, 1889-1891 [détail de l’édition]